# 信州志賀一
株式会社信州志賀一（しんしゅうしがいち）は、日本の味噌等の訪問販売を行う会社である。社名に「信州」とあるが、本社は長野県ではなく、千葉県船橋市に所在する。

## 概要
樽入りの味噌（3～20kg程度）の訪問販売が中心である。同時に、醤油、味噌漬けの製造、販売も行っている。
なお、工場は長野県にある。
しかし、強引な勧誘・不実告知などが原因で、2011年2月15日、特定商取引法違反で消費者庁及び東京都から6カ月の一部業務中止命令を受けた。

## 主な販売品目
いずれも味噌である。
- 秘伝かくし造り
- 秘伝かくし造り 花雅
- 国産特別仕込
- 国産特別仕込 雅
- 大地の極み 有機
- 自然の極み 白粒

## 提供番組
かつては「午後は○○おもいッきりテレビ」（日本テレビ系列・12時台隔日）で提供していた。